# Erina Yamane
Erina Yamane (山根 恵里奈, 20 de desembre de 1990) és una futbolista japonesa.

## Selecció del Japó
Va debutar amb la selecció del Japó el 2010. Va disputar 26 partits amb la selecció del Japó. Ha disputat Copa del Món de 2015.

## Estadístiques
| Selecció del Japó | Selecció del Japó | Selecció del Japó |
| Anys              | Partits           | Gols              |
| ----------------- | ----------------- | ----------------- |
| 2010              | 1                 | 0                 |
| 2011              | 0                 | 0                 |
| 2012              | 0                 | 0                 |
| 2013              | 3                 | 0                 |
| 2014              | 9                 | 0                 |
| 2015              | 5                 | 0                 |
| 2016              | 3                 | 0                 |
| 2017              | 2                 | 0                 |
| Total             | 23                | 0                 |